# Васіл Амашукелі
Васіл Амашуке́лі (Василь Якович Амашукелі; груз. ვასილ ამაშუკელი; 14 березня 1886, Кутаїсі — 1 грудня 1977, Тбілісі) — перший грузинський кінорежисер, автор національних документальних фільмів. Народний артист Грузинської РСР з 1974 року.

## Біографія
Народився 14 березня 1886 року в місті Кутаїсі (нині Грузія). Навчався в Кутаїській школі мистецтв Васіла Тамарашвілі. З 1906 року працював кіномеханіком в Баку. У 1907 році зняв у Баку кілька документальних фільмів про виробництво бакинської нафти: «Транспортування вугілля», «Робота на нафтокачках» і «Витяг нафти». Крім того, того ж року він зняв короткий документальний фільм «Типи бакинських базарів» і фільм «Гуляючи пляжем» (не зберігся).
1908 закінчив спеціальні курси Французької кінофірми «Gomon». 1912 року в Кутаїсі зняв перший грузинський повнометражний документальний фільм «Подорож Акакія Церетелі до Рача-Лечхумі». У стрічці узяв участь класик грузинської літератури Акакій Церетелі. 
Протягом 1910—1914 років зняв документальні фільми «Пейзажі Кутаїсі», «Панорама Кутаїського парку», «Гуляння в міському парку», «Екскурсія до руїн храму Батграта», «Свято ромашок», «Ювілей Володимира Алексі-Месхішвілі» та інші. Пізніше у кіно не працював.
Помер в Тбілісі 1 грудня 1977 року.